# Steingardsøkket
Steingardsøkket (norwegisch für Steinwächtersenke) ist ein flaches, vereistes Tal im ostantarktischen Königin-Maud-Land. Es liegt südwestlich der Nunatakkergruppe Steingarden im östlichen Ausläufer des Fimbulheimen.
Wissenschaftler des Norwegischen Polarinstituts benannten es 1973 in Anlehnung an die Benennung der benachbarten Nunatakkergruppe.